# Scotonycteris
Scotonycteris é um gênero de morcegos da família Pteropodidae.

## Espécies
- Scotonycteris ophiodon Pohle, 1943
- Scotonycteris zenkeri Matschie, 1894